# Menschenhaat en berouw
Menschenhaat en berouw is een vijfdelig hoorspel naar het toneelstuk Menschenhaß und Reue (1790) van August von Kotzebue. Het werd in 1970 door de Süddeutscher Rundfunk uitgezonden. Léon van der Sanden vertaalde het en de KRO zond het uit in het programma Het melodrama van de maand vanaf dinsdag 2 januari 1979, van 15:00 uur to 15:25 uur (met een herhaling in één deel op dinsdag 4 september 1979). De regisseur was Louis Houët.

## Delen
- Deel 1: De onbekende
- Deel 2: Geheim berouw
- Deel 3: Een bekentenis
- Deel 4: Een schokkende ontmoeting
- Deel 5: De hereniging

## Rolbezetting
- Emmy Lopes Dias (de gravin)
- Paul van Gorcum (de graaf Von Wintersee)
- Guusje Eijbers (Lotje)
- Hans Hoekman (Bitterman)
- Hans Karsenbarg (majoor Van den Horst)
- Huib Orizand (een grijsaard)
- Robert Sobels (een onbekende)
- Jan Wegter (Frans)
- Els van Rooden (Eulalia ofwel juffrouw Muller)
- Olaf Wijnants (Pieter)

## Inhoud
De mooie en goedhartige Eulalia dient als huishoudster op het landgoed van de graaf Von Wintersee. Door haar liefdadige neiging en door haar charme is de jonge vrouw zeer geliefd. Deze schijnbare idylle misleidt evenwel, want er ligt een grote last op Eulalia's jonge hart. Ze is reeds vroeg overspelig geweest, leeft nu gescheiden van man en kinderen, en kommer en berouw  beheersen haar gedachten. Als ze op een dag toevallig de door haar verlaten man ontmoet, stuit de wederzijdse genegenheid - die nog steeds aanwezig is - op aangekweekte morele voorstellingen, en die staan de liefde in de weg...